# Джемліковиці
Джемліковиці (пол. Drzemlikowice) — село в Польщі, у гміні Олава Олавського повіту Нижньосілезького воєводства.
Населення — 374 особи (2011).
У 1975-1998 роках село належало до Вроцлавського воєводства.

## Демографія
Демографічна структура станом на 31 березня 2011 року:
|          | Загалом | Допрацездатний вік | Працездатний вік | Постпрацездатний вік |
| -------- | ------- | ------------------ | ---------------- | -------------------- |
| Чоловіки | 182     | 35                 | 134              | 13                   |
| Жінки    | 192     | 47                 | 116              | 29                   |
| Разом    | 374     | 82                 | 250              | 42                   |